# 咽
人類的咽（pharynx）又稱咽頭，是頸部的一部份，為一條連接口腔、鼻腔、食道和氣管的圓錐形通道区域，是消化道和呼吸道的交會處。咽頭與喉頭在解剖學上合稱為咽喉。
人類的咽是消化系統的一部分，同時也是呼吸道的一部分，是發聲的重要器官。在临床医学上，人類的咽根据其前方的部位通常被分成三部份：鼻咽（nasopharynx） 、口咽（oropharynx）以及喉咽（laryngopharynx）。

## 外部連接
- 人体解剖学在线（Human Anatomy Online）网站上的相关图片：31:st-1401
- 人体解剖学在线（Human Anatomy Online）网站上的相关图片：31:st-1403
- 人体解剖学在线（Human Anatomy Online）网站上的相关图片：31:st-1406

Template:Human system and organs

Template:Mouth anatomy